# La Théorie des nuages
La Théorie des nuages est un roman de Stéphane Audeguy publié en 2005 aux éditions Gallimard. Cette œuvre est la première de son auteur.

## Résumé
L'action principale se déroule en 2005 et 2006, à Paris et à Londres.
Akira Kumo est un couturier japonais, réputé, à la tête d'une grande maison de couture  parisienne, collectionneur de livres consacrés aux nuages. Il a besoin de classer sa bibliothèque et engage à l'essai une jeune bibliothécaire, Virginie Latour, bibliothécaire titulaire, jeune, sans argent ni passion, et bientôt sans compagnon. Elle s'étonne du travail à fournir, et des indemnités que son employeur secondaire lui octroie (en plus de son salaire maintenu).
Par confiance en cette jeune personne, par besoin de confidence, et pour retarder la fin de l'inventaire des documents de son grenier aménagé, Akira Kumo lui raconte des histoires de nuages et de chasseurs de nuages, la rendant, elle aussi, passionnée des passionnés des nuages dont Luke Howard, quaker, préparateur puis pharmacien, qui a nommé les principales catégories des nuages (cumulus, stratus, etc.).
Le lecteur peut voir à travers les différents récits, les progrès dans la connaissance des nuages, ainsi que des blocages et retards, mais aussi des conséquences économiques des phénomènes climatiques, et de l'utilité de leurs prévisions, aussi alarmantes qu'elles puissent être. 
De ses récits, se déduit le thème de la catastrophe : guerres (Napoléon, guerres mondiales, etc), catastrophes (Krakatoa, 1883). Et surtout la douloureuse anamnèse du couturier japonais retrouvant le traumatisme engendré dans sa jeunesse par l’explosion nucléaire d’Hiroshima.
Il a longtemps cru à ses propres déclarations, être né en 1946, mais la mémoire peut s'affiner, à force de se confier (à Virginie).
Luke Howard est aussi, indirectement, à l'origine du légendaire « Protocole Abercrombie », à la poursuite duquel le couturier lance sa bibliothécaire. Le quaker, vierge, érudit, faute de mieux, a souhaité établir un atlas photographique universel des nuages, et s'est lancé en 1889-1893 dans un tour du monde où, très vite, hors-Occident, il établit son principe d'analogie ou plutôt d'isomorphie, de tous les phénomènes naturels, principalement entre les cuisses des femmes... Puis, on l'oriente vers T'un Y'un, dieu enfant, véritable maître des nuages.
Trois personnages importants ont ainsi une vie sexuelle décalée, à découvrir.

## Personnages
- Jean-Baptiste de Lamarck (1744-1829), pour la classification, et le nom de la rue de Paris (où l'action se passe)
- Luke Howard (1772-1864), Essay on the Modification of Clouds (1803)
- Urbain Le Verrier (1811-1877), météorologue français, inventeur des stations météorologiques (1854)
- le jeune dessinateur et peintre Carmichael, fils de minotier et bon observateur de nuages, et son épouse Mary Birkford, à Londres en 1811-1812
- sir George Beaumont (1753-1827), découvreur et protecteur de Carmichael
- Richard Abercrombie (-1917), météorologue, présent à l'Exposition universelle de Paris (1889) et au Congrès français de météorologie, où il décide d'entreprendre la photographie des nuages du monde, le Temps, et surtout le Protocole Abercrombie constitué en 1889-1890
- Abigaïl Abercrombie, fille adoptive (1912) du précédent
- Richard Abercrombie junior (1946-), fils unique de la précédente, psychanalyste, héritier
- Lewis Fry Richardson (1881-1953), scientifique, mathématicien, astronome anglais, quaker, superintendant de l'observatoire d'Eskadalemuir (Écosse), et son épouse Stella, années 1911-1912
- William Svensson Williamson (Upsala, Suède), collègue et adversaire du précédent, présent en 1889, et le premier Atlas international des nuages
- Jürgen Svensson (Upsala, Suède, 1879), maître de Williamson

## Réception
Ce roman a reçu plusieurs récompenses : le Prix Maurice-Genevoix. Il a été sélectionné au Festival du Premier roman en 2006. Stéphane Audeguy a également reçu pour cette œuvre le 6e prix ciné-roman Carte noire 2006 ainsi que le Prix littéraire Québec-France Marie-Claire-Blais en 2007.
Le lectorat francophone apprécie,,
,.

## Éditions
- La Théorie des nuages, éditions Gallimard, coll. blanche, 2005,  (ISBN 9782070344635)[9]
- La Théorie des nuages, éditions Gallimard, collection Folio, 16 mai 2007,  (ISBN 978-2-07-077250-6)[10] (rééd. en « Folio »)